# Kärntner Mundart

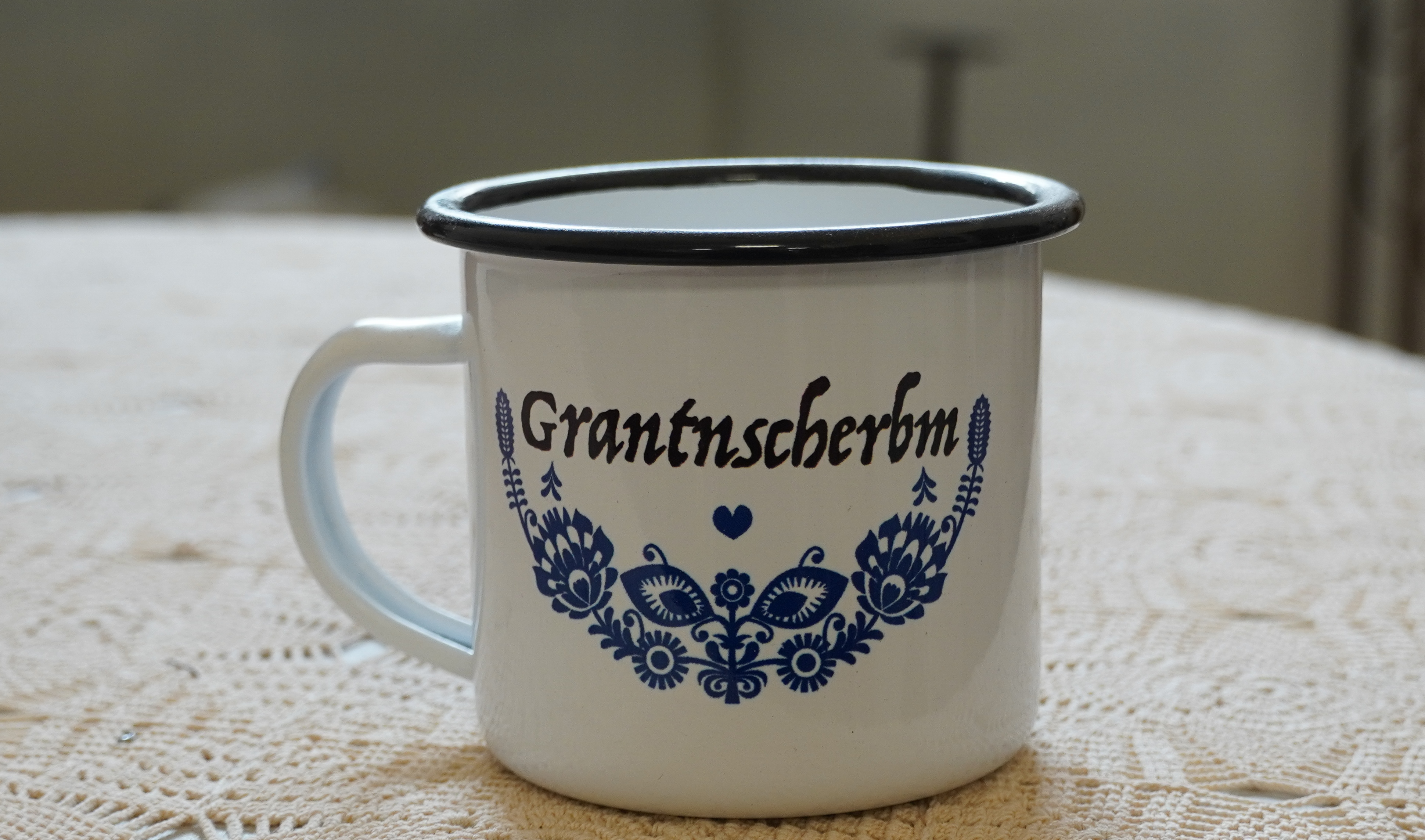
„Grantnscherbm“ – Mundartausdruck für eine schlecht gelaunte Person

Als Kärntner Mundarten bezeichnet man die Dialekte des Deutschen, die in Kärnten gesprochen werden. Alle Kärntner Mundarten sind Teil des bairischen Dialekts. Das Hutterische in Nordamerika ist ein Dialekt auf Kärntner Grundlage.

## Räumliche Gliederung
Man gliedert die (südbairischen) Kärntner Mundarten in Ober-, Mittel- und Unterkärntnerisch. Im Lesachtal wird keine echt kärntnerische Mundart gesprochen – dieses gehört mundartkundlich eher zu Tirol –, weiters haben sich im Katschtal und im obersten Mölltal salzburgische und um den Obdacher Sattel auch auf Kärntner Gebiet steirische Merkmale durchsetzen können. Die Grenze zwischen der Ober- und Mittelkärntner Mundart verläuft etwa von Nötsch im Gailtal nach Nordwesten über Stockenboi, geht westlich an Spittal an der Drau vorbei und dann nordwestlich über das Reißeck und die Hochalmspitze bis zur Landesgrenze. Zu Oberkärnten im mundartkundlichen Sinn gehören also das Gail-, Möll- und obere Drautal mit dem Lurnfeld.
Außer einer räumlichen ist auch eine soziologische Unterteilung der Kärntner Mundart feststellbar: Es gibt die allgemeine landesübliche Verkehrssprache und die zwischen ihr und der eigentlichen bäuerlichen Mundart stehende Stadtsprache.

### Mittelkärntnerisch
Mittelkärntnerisch wird im Liesertal, Gegendtal, im unteren Drautal sowie im Villacher und Klagenfurter Becken, im Metnitz-, Gurk- und Glantal sowie auf dem Zoll- und Krappfeld gesprochen. Dem gleichen Mundarttyp gehört auch das heutige gemischtsprachige (vormals mehrheitlich von Kärntner Slowenen besiedelte) Gebiet Unterkärntens an. In mundartlicher Hinsicht ist Unterkärnten das Görtschitz- und Lavanttal. Keiner dieser drei genannten Mundarträume ist in sich einheitlich, sondern in weitere kleinere Einheiten untergliedert.
Mittelkärntnerisch umfasst den Kärntner Zentralraum und nimmt das größte Gebiet ein. Man kann es in vier Gruppen unterteilen, und zwar in
- Westmittelkärntnerisch (westlich von Sirnitz, Himmelberg und Treffen, im unteren Drautal mit Spittal an der Drau und dem Liesertal), Übergangszone zum Oberkärntnerischen hin;
- Nordmittelkärntnerisch (Gurk- und Metnitztal sowie Krappfeld und Wimitz) mit dem Hauptmerkmal oa (aus mittelhochdeutsch ei) sowie stark gerolltem Zungen-r;
- Zentralmittelkärntnerisch (im Bereich des Städtevierecks Klagenfurt–St. Veit an der Glan–Feldkirchen–Villach) mit dem Hauptmerkmal lang a (aus mhd. ei, z. B. šta:n ‚Stein‘, wohl durch Spanheimer und Bamberger Einfluss, mit Ausbreitung weit über den Zentralbereich hinaus); im Klagenfurter Raum ist -k- auch vor stimmhafter Konsonanz immer noch affriziert (z. B. pukhl ‚Buckel‘).
- Südmittelkärntnerisch im unteren Gailtal, Rosental, Jauntal, Jaunfeld und der Deutsch sprechenden Kanaltaler. Letzterem fehlt der sonst zu beobachtende Unterschied zwischen städtischer und bäuerlicher Sprachform; man kann es daher als einen Ableger der städtischen Variante vom Zentralmittelkärntnerischen betrachten, mit einem höheren Anteil slowenischer Einflüsse als im Kärntner Durchschnitt[1].

Durch das Wirken des Kärntners Mundartdichters Gerhard Glawischnig und seine Bedeutung (zusammen mit Justinus Mulle) bei der Entstehung des Neuen Kärntner Liedes ist der von ihm in seinen Werken und Liedtexten verwendete Glantaler Dialekt zu einer Art Kärntner Koine geworden und genießt das bei Weitem höchste Ansehen. Viele Liedtexte aus anderen Gegenden Kärntens sind an diese Sprachform angeglichen worden.

### Oberkärntnerisch
Oberkärntnerisch gliedert sich in die Mundarten des oberen, mittleren und unteren Mölltales, des oberen Drautales, des Gailtales, des Gitschtales und des Gebietes um den Weißensee. Geographisch gesehen gehört auch das Lesachtal dazu. In lautlicher Hinsicht ist vor allem die Aussprache von st im Inlaut als scht in der westlichen Hälfte sowie ein heller Vokal in auslautenden Silben in Wörtern wie sune ‚Sonne‘, milech ‚Milch‘ oder hirbischt ‚Herbst‘ zu erwähnen.

Weiters ist charakteristisch im Mölltal die archaische Aussprache des r im Anlaut mit h-Einsatz (vgl. ahd. Hrotsvith von Gandersheim), früher fast im ganzen Bezirk Spittal (zum Beispiel Ross [hrous] oder Bergname Hruckenkopf, schriftsprachlich ‚Rückenkopf‘. Ein Mölltaler Spottspruch: In der Hranksdörfer Hraidn tant se hrodln, das da Hrotz lei so åwa hrint = „In der Kurve von Rangersdorf rodeln sie, dass der Rotz nur so herunterrinnt“).

Stark gerollt wird r unter anderem im Gailtal; das Gitschtal hat ein (dem englischen r ähnliches) kakuminales r.

In weiten Gebieten wird o vor r wie å (= offenes o) gesprochen (zum Beispiel dårf ‚Dorf‘). Typisch die Hebung von ea und oa vor Nasalen zu ia und ua (gian ‚gehen‘ gegenüber gean in Mittelkärnten, luan ‚Lohn‘ gegenüber loan in Mittelkärnten). Örtlich (vor allem im Mölltal) gilt palatale Aussprache der Vokale (zum Beispiel röükh ‚Rock‘, häüs ‚Haus‘ und so weiter).

### Unterkärntnerisch
Unterkärntnerisch umfasst das Görtschitz- und Lavanttal; während das Görtschitztal dem Nordmittelkärntnerischen recht nahesteht, erinnert die Mundart des Lavanttales in manchem an weststeirische Mundarten. In der älteren Mundart wird die Lautgruppe rn zu dn, zum Beispiel schtädn ‚Stern‘, khådn ‚Korn‘ oder Vokal + r zu silbischem r, zum Beispiel khrchn ‚Kirche‘, wrbm ‚Wurm‘; da in anderen Gegenden Kärntens (vor allem im Zentralraum) r zu einem a-ähnlichen Laut vokalisiert wird (khiachn, wuam), ergeben sich hier deutliche und hörbare Unterschiede.

## Eingliederung ins Südbairische
Ganz Kärnten gehört – zusammen mit dem größten Teil von Tirol, dem Salzburger Lungau und den angrenzenden steirischen Gebieten (vor allem die Bezirke Murau, Judenburg, Voitsberg und Deutschlandsberg) – dem südbairischen Dialektareal an.
Dieses Gebiet gehört zu den altertümlichen bairischen Mundarten, deren Altertümlichkeit nur durch die vorgelagerten Sprachinselmundarten (zum Beispiel Pladen/Sappada, Friaul, Zarz/Sorica, Slowenien [erloschen], Gottscheerisch und so weiter) übertroffen wird. Dementsprechend finden wir sehr viele südbairische Merkmale in den Kärntner Mundarten:

Was Kärnten mit Tirol verbindet, aber deutlich von den mittelbairischen Mundarten abhebt, ist das Bewahren der Vorsilbe ge- im Mittelwort der Vergangenheit (PPP) vor allen Verschlusslauten: Es heißt er håt gepetet/getribm/gekhocht (gegenüber mittelbair. er håt bet/dribm/kocht). Die Aussprache des e in ge- ist schwankend, zum Teil gehoben, also etwa [gi-] gesprochen, zum Teil ist die Aussprache offener, etwa [gä-], oder leicht reduziert, etwa [g’-]. Mitunter fehlt das Präfix auch im Südbairischen, zum Beispiel in kommen, vergleiche er is tswegn khem ‚er ist des Weges gekommen‘, doch dies ist keine Ausnahme, sondern ein Archaismus.
Weiters bleibt der Selbstlaut im Artikel ‚die‘ immer erhalten, es heißt im Südbairischen immer de oder di khia ‚die Kühe‘, de oder di muater ‚die Mutter‘, nie (wie in anderen bairischen Gebieten) d’kia beziehungsweise d’muater.
Auch das affrizierte k, hier geschrieben kh, genauer [kch], gehört hierher; im Südbairischen wurde jedes alte k affriziert, im Gegensatz zum Mittel- und Nordbairischen sowie zur deutschen Hochsprache. Wir haben also Aussprachen wie khem(an) ‚gekommen‘, khua ‚Kuh‘, khochn ‚kochen‘ und so weiter. Ein weiteres südbairisches Merkmal ist die Verkleinerungsform -le, in der Flexion -len (in Oberkärnten) beziehungsweise -lan (in Unterkärnten) oder auch -li (im Lavanttal), zum Beispiel diandle beziehungsweise deandle ‚Mädchen‘, fegele beziehungsweise fogale ‚Vöglein‘ (Dativ Sg. und Plural -len beziehungsweise -lan).

## Lautlehre

### Phoneminventar
Folgende Laute haben in der Mundart des Kärntner Zentralraumes keinen Phonemstatus:
- à (Schwa; stellungsbedingte Variante von a/e)
- ä (stellungsbedingte Variante von e)
- b (stellungsbedingte Variante von w)
- ch (stellungsbedingte Variante von h)
- ŋ (stellungsbedingte Variante von n)
- ü (stellungsbedingte Variante von i)
- ö (stellungsbedingte Variante von e)

### Kärntner Dehnung
In großen Teilen Kärntens sowie in Teilen der Steiermark existiert eine spezifische Verteilung der Vokallänge (die jedoch durch den paradigmatischen Ausgleich den Phonemstatus beibehält), die Kärntner Dehnung. Unter dem Einfluss der slowenischen Mundarten in Kärnten hat sich die mhd. Lautfolge kurzer Vokal + geminierter Reibelaut zu langer Vokal + einfacher Reibelaut entwickelt. Es gelten folgende Regeln:
- vor einem einfachen Konsonanten steht meist ein langer Vokal (immer vor Frikativen, Lenes und Sonoranten außer m), oft auch vor m und t (nie vor p und k);
- vor Affrikaten, Konsonantengruppen, p und k steht meist ein kurzer Vokal;
- im Auslaut sind betonte Vokale lang, unbetonte kurz;
- durch paradigmatischen Ausgleich wird die Vokallänge nicht verändert.

Es sind also zum Beispiel die Wörter wissen und Wiesen zu [wi:sn] zusammengefallen. Ebenso werden Ofen und offen gleich ausgesprochen [o:fn]. Man sagt beispielsweise i le:p, aber er lep, i så:k, aber er såk.
Also: „Trink a Wå:sa, werta pe:sa“ (Trink Wasser, dann geht’s dir besser)!
Weitere Besonderheiten: b und w sind kombinatorische Varianten, ebenso h und ch, zum Beispiel ch > h: [sihàlich], ['filahà], [met-hen], [mea-hen] (‚sicherlich‘, ‚Villacher‘, ‚Mädchen‘, ‚Märchen‘).

### Stimmhafte/stimmlose Konsonanten
Die stimmhaften Konsonanten b, d, g werden im Kärntnerischen meist (besonders am Silbenanfang und -ende) stimmlos (also p, t, k), gesprochen. So wird zum Beispiel der Baum zu Pa:m. Die Säge, der Sack und ich sage werden gleich ausgesprochen (så:k), ebenso die Wörter dort und Torte (tuatn).

### Keine Vokalisierung des l
Während in vielen anderen bairischen Dialekten (so auch in Nord- und Ostösterreich) ein l zwischen Vokal und Konsonant oder am Wortende nach einem Vokal vokalisiert wird (zum Beispiel Göd, Göid oder Geid für ‚Geld‘ oder vü, vui oder vüi für ‚viel‘), bleibt es in den südbairischen, so auch in den Kärntner Mundarten, immer erhalten. Man sagt also Gölt ‚Geld‘, vül ‚viel‘, schöln ‚schälen‘, ålt ‚alt‘ und Kho:ln ‚Kohle‘.

## Grammatik

### Konjugation einiger Verben
a) bei Wortstellung Pronom+Verb (ich sehe)

b) bei Wortstellung Verb+Pronom (sehe ich)

c) Konjunktiv II
| haben        | sein             | leben    | sagen    | tun       | gehen    | sehen     | müssen     | wollen    | kommen           | wissen    | können    |
| a)           |                  |          |          |           |          |           |            |           |                  |           |           |
| i håb/hån    | i pin            | i lep    | i såk    | i tua     | i geh    | i sig     | i muass    | i wüll    | i kumm           | i was     | i kånn    |
| du håst      | du pist          | du lepst | du såkst | du tuast  | du gehst | du sikst  | du muasst  | du wüllst | du kimmst/kummst | du wast   | du kånnst |
| er håt       | er is            | er lep   | er såk   | er tuat   | er geht  | er siacht | er muass   | er wüll   | er kimmp         | er was    | er kånn   |
| mia håm(a)   | mia san          | mia lem  | mia sågn | mia tan   | mia gehn | mia segn  | mia miassn | mia wolln | mia keman        | mia wissn | mia kinan |
| es håpts     | es seids         | es lepts | es såkts | es tats   | es gehts | es sekts  | es miassts | es wollts | es kemps         | es wissts | es kints  |
| se håmt/håmp | se seind/se sand | se lemt  | se sågnt | se tant   | se gehnt | se segnt  | se miassnt | se wollnt | se kemant        | se wissnt | se kinant |
| b)           |                  |          |          |           |          |           |            |           |                  |           |           |
| håb i/hån i  | pin i            | lep i    | såk i    | tuari     | geh i    | siach i   | muass i    | wüll i    | kimm i           | was i     | kånn i    |
| håst         | pist             | lepst    | såkst    | tuast     | gehst    | siakst    | muasst     | wüllst    | kimmst           | wast      | kånnst    |
| håt a        | is a             | lep a    | såk a    | tuat a    | geht a   | siacht a  | muass a    | wüll a    | kimmp a          | was a     | kånn a    |
| håmma        | samma            | lemma    | sågma    | tamma     | gemma    | segma     | miassma    | wollma    | kema             | wissma    | kima      |
| håpts        | saids            | lepts    | såkts    | tats      | gehts    | sekts     | miassts    | wollts    | kemps            | wissts    | kints     |
| håm se       | sein/sand se     | lem se   | sågn se  | tan se    | gehn se  | segn se   | miassn se  | wolln se  | keman se         | wissn se  | kinan se  |
| c)           |                  |          |          |           |          |           |            |           |                  |           |           |
| i het        | i war(at)        | i lebat  | i sågat  | i tat/tet | i gangat | i segat   | i miassat  | i wellat  | i kamat          | i wisat   | i kantat  |

2. Person Sg.: -st

3. Person Sg.: -t; bei Verben auf -ben und -gen entfällt das -t (er lep, er schreip, er såk, er ziak)

1. Person Pl.: -n; bei Verben auf -ben: -m; als verstärkte Form auch -ma (mia segma, mia gemma)

2. Person Pl.: -ts

3. Person Pl.: -nt
Bei der Wortfolge Verb+Pronom (zum Beispiel in Fragen) fällt bei der 2. Person Singular sowie bei der 1. und 2. Person Plural das Personalpronom weg, außer es wird besonders hervorgehoben oder betont (zum Beispiel „gemma mia heit fuat?“, „seids es aa krånk?“)
Vergangenheit:
i håb/hån ghåp

i pin gwesn

i håb/hån glep

i håb/håb gsåk

i håb/hån getån

i pin gångan

i håb/hån gsegn

i håb/hån miassn

i håb/hån wolln
Wie in allen anderen bairischen Dialekten gibt es auch im Kärntnerischen nur die Perfekt-Formen, kein Imperfekt. Einzige Ausnahme ist das Verb sein mit i wår, das gleichberechtigt neben i pin gwesn besteht.

### Wegfall vonesund von Ortspräpositionen
Bei unpersönlichen Verben fällt das Pronom es meist weg: heit is åba kålt.
Ebenso werden Ortspräpositionen oft weggelassen: „i fåhr Klågnfuat“ (ich fahre nach Klagenfurt) oder „gemma heit Kino?“ (Gehen wir heute ins Kino?).
Beide Phänomene existieren auch im Slowenischen und sind von dort in die Kärntner Mundart gelangt.

## Auswahl von in Kärnten verwendeter Dialektausdrücke
Der Wortschatz der Kärntner Dialekte wird erfasst und beschrieben im Wörterbuch der bairischen Mundarten in Österreich. Ein Kärntner Sprachatlas ist in Arbeit.
- A ...? – leitet eine Frage ein, z. B. „A kummst heite?“ – „Kommst du heute?“, „A wer is denn dos?“ – „Wer ist das?“, „A wievül host denn gekaaft?“ – „Wie viel hast du gekauft?“ „A Du a do?“ –  „Bist Du auch hier (bei dieser Veranstaltung)?“ (aus slow. „ali“, umgangssprachl. „a’“, unübersetzbare Fragepartikel, leitet im Slowenischen ebenfalls Fragesätze ein)
- åbatschåtan – regnen; Heats heit går nema auf zan Åbatschåtan? Hört es heute gar nicht mehr auf zu regnen?
- åbtschapian – flüchten, davonlaufen: Tschapia endlich ab! Verschwinde endlich!
- a Hiesige – eine Einheimische, hier Geborene
- Achkatzlspeck – ganz dünn geschnittener, fein durchzogener Speck
- åle Rit – häufig, oft, alle Augenblicke
- åltfatrisch – altmodisch
- a Masa – eine Menge
- an Bam aufstellen – auf einen Standpunkt beharren, sich widersetzen
- amend – am Ende (gar)
- ångekultat – dick angezogen; Dea is ångekultat wia im Winta
- ånkian – angeben; Ånkiara – Angeber
- ásale – hilfsbedürftiges Kind
- auf wen schaugn – sich um jemanden kümmern, pflegen
- aufe – hinauf
- aufblattln – jmd. erwischen
- auflisnan – lauschen, unbemerkt ein Gespärch mithören
- ausaluksln – sich etwas erbetteln, abluchsen
- ausfratscheln – aufdringlich ausfragen, extrem neugierig sein
- ausbuarn – schnell flüchten
- Ausgschau – Unordnung
- auspatzn – Stamm oder Äste von Nebenästen befreien
- Auswårt, auch Langes – Frühling
- auszuzln – aussaugen
- bacherlwarm – wohlig warm
- Bahöl – Lärm, Krawall, Geschrei
- Baludra – Gesöff, meist ist damit ein dünner Kaffee gemeint
- ballánkan – Tischfußball spielen
- Barterl – Lätzchen
- Beasch – Bursche, Söhne (Mehrzahl: Beaschn)
- Beivegl – Bienen
- beilafig – ungefähr
- jm. betagln – jm. betrügen
- Betfiasn – untere Bettkante
- birschtln – alkoholische Getränke zu sich nehmen
- Bischn – Topfblumen, Büsche
- Bisguan – böse, unhöfliche Frau
- Bixn – Gewehr, Flinte
- Blåse – Wind
- bloaßhaxat – ohne Schuhe, barfuß
- Bluatströpfl – Kohlröschen
- Bluza – Kürbis, auch großer Kopfumfang
- Bogenschloss – Vorhänge-, Vorlegeschloss (von ahd. bulga Tasche)
- Boksheandlan – Bockshörndl = Johannesbrot (Carrubi)
- bosln – Unfug treiben, unerlaubte Dinge tun
- Bosnigl – ein Mensch, der nichts Gutes im Schilde führt
- Botízn – Germteigstrudel mit Nuss- oder Mohnfülle (slow.),
- bodschasne – langsam (vom Slowenischen: počasen)
- Brantschalan – leicht angebratene Käsnudeln
- Brefale – Amulett, Anhänger
- britscheln – mit Wasser spielen
- brokn – pflücken (Blumen oder Obst)
- Bugglkraxn – Rückentrage aus geflochtenem Korbmaterial
- Buzale; Buzi – Baby
- etwas dagatan – etwas bekommen, ergattern
- Da Helleatige – der Höllische (Teufel)
- darapln – sich erholen, aufrappeln, genesen
- Da Sege – derjenige, jener
- dahingfrettn – sich abmühnen
- dalkert – ungeschickt
- darappeln – sich von einer Krankheit erholen, gesund werden
- deachl – dort drüben
- deidei – flott, schnell
- dege, degane – die- oder derjenige
- Derweil håben – Zeit haben
- desp(a)rat – erstaunt, sprachlos, überrascht sein
- Dialing – dünner Baum oder auch sehr schlanker Mensch
- Dippel – Beule
- dischgarieren – plaudern, sich unterhalten
- Drimle – ein kleines Stück; Drimlan sind mehrere kleine Stücke und ein Drum ist ein großes Stück
- Dox – Dachs
- dreschn – schlagen, hauen
- Drischbl – erhöhte Türschwelle
- Droatocka – Getreidefeld
- dumpa – es weat glei dumpa; es wird bald dämmrig werden
- durt – drüben
- Einmåch – helle Mehlschwitze
- Eapa – Erdbeere(n)
- echl umme – dort drüben
- Eggartn (Öggartn) – Futterwiese
- bei jm. einemeian – flirten, sich einschmeicheln, einer bestimmten Person gefallen wollen; Hea auf zan Einemeian, håst eh kane Meta (hör auf mit deinen Bemühungen, du hast sowieso keine Chance)
- einhobn – jemanden festhalten
- einwendig – innen drinnen
- enk – euch; I zål enk a runde Schnåps (Ich spendiere euch eine Runde Schnaps)
- eppa gor – etwa, gar, tatsächlich
- Farbeln – Hasardspiel (Gasthaus)
- Farfalan – eingetropfter Teig, Suppeneinlage (aus dem Italienischen farfala – „Schmetterling“).
- Fatschn – Verbandsstreifen, Windel mit einer Binde, einem Verband einwickeln
- farfln – viel Belangloses reden
- Fatschnpopale – Wickelkind (meist für weinende Kleinkinder)
- featn – voriges Jahr, vuafeatn (vorvoriges Jahr, also vor zwei Jahren)
- Feitl – Tasch-Klappmesser
- Fensterguggalan - Kapuzinerkresse
- Fettn – Glück, aber auch Rauschzustand
- fia wos soll das guat sein – wofür soll das gut sein?
- fladan – stehlen
- Flortschn – dumme, eingebildete Frau
- Fockn (Pl.) – Schweine
- Fozzn – Ohrfeige
- Frackale – kleines karaffenförmiges Schnapsglas
- Frasn – Anfall, Krampf (mhd. freise Epilepsie)
- Fratn – Lichtung, Kahlschlag im Wald
- Fråtz – ungezogenes Kind
- Frigga, Frikka, Frigge – Pfannengericht aus Speck, Eiern und Käse, wird direkt aus der Pfanne mit Brot gegessen (deftiges Holzfällergericht)
- fudln – hektisch herumwerken
- furdrisch – vorwärts
- Fuxpass’n – „Fuchs passen“ (aus der Jägersprache), warten auf die Geburt des Kindes in den letzten Tagen der Schwangerschaft
- fuzln – klein schreiben (schwer zu lesen)
- furfertn – Vor zwei Jahren
- Fürtach – Vortuch, Schürze
- gach – plötzlich, schnell, mit einem Mal
- gaitisch – geizig, neidig
- Galz – Mayonnaise
- gaks(t) (Adverb) – plötzlich, unerwartet
- gal – fett, geil (nicht fettarme Speisen)
- Garling – Leiterwagen, zweirädriger Wagen
- Gate – Hose (Untergate – lange Unterhose)
- Gedáks – Unterholz, dichtes Gebüsch, Gestrüpp
- Gepl – altes Fahrzeug, auch Krautkopf
- Gerstel – Geld
- Gfikh – Kleinvieh, Federvieh, auch: eine Menge Kinder
- gflaucht – gestohlen leitet sich von „flauchen“ ab
- Gigritzpåtschn – Synonym für einen nichtexistenten Ort in Kärnten
- Gitschn – Mädchen (in Oberkärnten; aus neulateinisch chica)
- Glåtn – Haare
- Gliagat – Harz, flüssiges Pech von Nadelbäumen
- Glotzntischla – Friseur
- Glundna Kas – Kochkäse
- Glusn – abgestandenes Getränk
- Gneat – Eile : „Wos hostn du fan Gneat?“ → „Warum bist du denn so in Eile?“
- goaaso – so besonders, gar so
- Gölbe Suppn – typische Kärntner Kirchtagssuppe
- Goggolore – Brille bzw. auch leicht verblödeter Mensch
- Gosthaushucka – Stammgast im Wirtshaus
- Goti – Patentante, Patenonkel
- Gotnraindling – „Raindling“, den das Patenkind vom Taufpaten zu Ostern erhält
- Gramalan – Grammeln
- Grandlan – Hirschzähne als Schmuck getragen
- Grant – üble Laune
- Grantn – Preiselbeeren
- Grantnscherbn – ein wütender und nachtragender Mensch
- grednen – Holz (auf)schlichten
- Grefl, Greflach – Geröll, Steinhaufen
- Groambachhaufen – zusammengetragener Abfall aus Ästen
- Grudalan – kleine Locken
- Gsezl – Strophe
- gschaftig – wichtigtuerisch
- Gschea – Ärger, Zores
- Gschirrhangal(e) – Geschirrtuch
- Gschråpp(m) – Kind(er)
- Måch ka gschistegschaste – reg dich nicht auf, lass es gut sein
- Gschwachta – Familie, Verwandtschaft
- Gschwistra(t)kinder – Cousins und Cousinen
- Gstaudach – Dickicht, Gestrüpp
- Gugahantschn – Stengelloser Enzian
- Gulta – schwere Bettdecke
- Gwond onlegen – sich anziehen
- Habidere – Servus, abgeleitet von „habe die Ehre“
- Habschi (Habara) – Freund
- Hadach, Had(rach) – Heidekraut, Erica carnea
- Hadnsterz – Getreidebrei aus Buchweizenmehl
- haifte – genug
- hal – glatt, schlüpfrig, eisig
- halbat – kränklich, nicht ganz bei Sinnen (halbiert)
- Halbschaid – Hälfte
- hålsn – sich umarmen, küssen, schmusen
- hamstrafn – jemanden nach Hause bringen
- Hangale – Geschirrtuch
- Hap – Schaf
- es hapert – es fehlt (etwas), es mangelt an
- Haschale – ein armes, teilweise beeinträchtigtes Kind
- hatschn – hinkend gehen, humpeln
- Hax – Bein
- heign – Heu ernten
- Hetalan – junge Kälber (Mehrzahl)
- heschazn – seufzen
- Hetschipetsch – Hagebutte
- Hiawest – Herbst
- Hifla – Holzstange mit kleinen Ästen zum Heutrocknen
- hinig – tot, kaputt
- hintafotzig – hinterhältig
- hintagebm – zurückgeben
- hintazåhln, zruckzåhln – zurückzahlen
- Hintalist – Falschheit
- hintrisch – rückwärts (gehen oder fahren)
- hirbign – übernachten
- Hölfgott – Zum Wohl, Gesundheit, Zuruf wenn jemand niest
- huckn – kuscheln
- husi – hiatz wea i aufhörn, obar husi: ehest
- Iaksn – Achselhöhle
- Ibalafa – kurzzeitiger Regen
- ibagebn – (den Bauernhof) vererben (überschreiben)
- iba happs obe/aufe – die Direttissima hinunter/hinauf
- ibalegn – nachdenken; sich umziehen
- ibahaps – ungefähr, oberflächlich
- imaramål – ab und zu
- in da Reißn hobn – sich jemanden vornehmen, ärgern
- Ingot, ingot! – um Himmels willen, Ausruf der Verzweiflung
- Inslat – Rindstalg
- Irtåg – Dienstag
- itrachn – Wiederekäuen der Rinder
- Jåcka – Jacke
- Jåtach – Unkraut
- Jauk – Südwind
- Jaukale – Spritze, Impfung
- Jockl – Tölpel
- Kabaswåsa – Molke
- Kaischn – Hütte (Rückentlehnung aus slowenisch hiša, germanisches Lehnwort)
- Kariola – Schubkarren
- kamot (kommod) – gemütlich, bequem
- kan Lefl håbm – keine Lust haben
- kana daham – es ist niemand zuhause
- Karntn is lei ans – Kärnten gibt’s nur einmal
- Kasnudln – Kärntner Teigtaschen, mit Topfen-Kartoffelmischung gefüllt, mit Minze und Keferfil gewürzt.
- Kallupn – altes, schlechtes Haus
- karaschiert – mutig
- kartln – Kartenspielen (um Geld)
- Kas – Käse, auch: das ist ein Kas... das ist eine dumme Sache
- Kåschpl – Küchenabfälle für die Schweine, auch: Fraß
- Kauze – Kaugummi
- Khes – Gletscher, Kees
- Khese, Khesn – Getreideharpfe (Gailtal)
- Keferfil – Kerbelkraut
- khasig – blass, bleich
- Khepln – schimpfen, streiten
- Khlåmpfn – Gitarre
- Khozn – grobe Decke (urspr. für Pferde)
- kirre – wahnsinnig (Dås måcht mi gånz kirre)
- Klankalan – Ohrringe
- Klåpan – Hände
- Klutsch – Schlüssel (vom slow. ključ)
- Kota – abwertend für Gerät oder Maschine auch: Krempl, auch: Gefängniszelle
- Kowas – Krautacker
- Krehndln – Nudelteig eindrehen, für’s Zubereiten der „Kärntner Nudel“
- Krakn – Spinne
- Krasn – Reisig, Nadeläste
- krawutisch – glei werd’ i krawutisch (wütend, zornig)
- Krånawet(a) – Wacholder
- Krazl – Bürste aus gebundenen Reisig
- Kreadn – Holzstapel (oberkärntnerisch)
- Kreitlach – Kräuter
- Krudalan – Haarlocken
- kuttan – (kudern) herzhaft lachen
- labflekat, labsprinzlat – sommersprossig
- Labn – Vorraum, Windfang eines Hauses
- Låfntål – Lavanttal
- Laggl – großer, unbeholfener Mensch
- lai, lei – nur (lai lafn losn – nur laufen lassen) (von slow. le – nur)
- Lailach, Leilach – Leintuch, Bettuch
- Lakle/Lakale – kleine Menge Flüssigkeit
- låpat, låpalat – lauwarm, lau, abgeschmackt
- Lårfn – Maske
- Latschn – kleinwüchsige Föhre
- Leggn – Holzstapel (auch Holzleggn), (mittelkärntnerisch)
- Lei losn, wiad schon pasn – Beruhigender Ausspruch
- lei nit blean – nur nicht weinen
- Leible – Weste aus Stoff
- Lei-lei – Faschingsruf in Villach, wie zum Beispiel Kölle Alaaf in Deutschland
- lek Pukl – Kärntner Variante des "Götz Zitates"
- Letn – Morast, Lehm, lehmiger Grund
- letz – schwächlich, armselig, schlecht, übel
- lind – zu wenig gesalzen
- lisnan, losn – lauschen, horchen
- Lockn – Pfütze, Wasserlache kleiner See
- Lorka – einfältige Frau
- Lota – (großer) Mann
- luckat – undicht, löchrig
- lumpern – ausgiebig feiern, zechen
- luschpern, luschparn – lispeln, flüstern, leise reden
- Mankale – Männchen
- Masl – Glück
- Matsch – Müdigkeit
- Mauchalan – Kriecherln (kl. Ringlotten), auch: Kriachalan oder Stachelbeere
- mekazn – nörgeln, meckern
- Mettn – Lärm, Wirbel
- miachtln – stinken
- Mingale – kleines Stück (vom Essen etc.)
- moidusch – „meiner Seel“, Ausruf der Verwunderung
- Moschebirn – Vogelbeeren, Beeren der Eberesche
- mucksmaisl still - auf amål is es mucksmaisl still im Saal, d. h. es ist lautlos, extrem leise im Saal
- Mugl, Mugale – Erdkuppe, kleiner Hügel
- Munkn – einfache bäuerliche Speise aus geschrotetem Getreide (aus altslowenisch mo(n)ka – Mehl, heute slowenisch moka)
- Murchn, Muachn – Flasche (Bier)
- mucksmaislstill – so leise, dass kein einziger Laut zu hören ist
- nåcha – später
- Naidl – Liebkosung,
- Nåkapatzl – nacktes Kind
- nåpfazn – ein Nickerchen, Schläfchen machen, einnicken
- ne mau – siehe pegatzl
- neatla sein – nicht alles essen mögen, wählerisch beim Essen sein
- neger sein – pleite sein
- Netsch – Geld; hast wohl ane Netsch? (ungar. négy, vier, Vierkreuzer)
- niglnåglnei – ganz neu
- Nixnuz – unbrauchbarer Mensch
- nopfetzn – ein Nickerchen machen
- Notsch – Schwein
- Nutschale – Ferkel, kleines Schwein
- Nugele – junge Rinder
- obabiagn – (Zeit) herumbringen
- obe – hinunter
- ongfressn sein – zornig, deprimiert, gekränkt sein
- Paludra – schlechtes Getränk
- Pangn – dreckig-stinkender-unordentlicher Mensch
- Pånzka – große Bohnen
- pariern – er muss pariern – er muss sich anpassen, gehorchen
- Pargl – Eber
- pegatzl – ein bisschen
- Petzl – Kater
- Pfitschale, Flitschale – eingebildetes, flatterhaftes Mädchen
- Pflonzgoatn – (forstwirtschaftliche) Baumschule
- Pfogga – Schlamm, Brei
- Pfreagn – Blasgerät zum Erzeugen von Geräuschen (Pfeife) vor allem für Kinder
- pfreakan – schleudern, werfen
- pisnan – Brauch, am Unschuldige-Kinder-Tag (28. Dezember) mit der Rute zu schlagen, um Glück für das neue Jahr zu wünschen
- Pimpe – Penis
- Pintsch – Nichtgenügend, Bewertung in der Schule
- Pipale – Küken
- Platschern – eine große Wunde, Bluterguss
- plearn – heftig weinen
- Pleampe, Pleampel – unbeholfener einfältiger Mensch
- Plerénke – weinerliche Person
- Pletza – Haumesser
- Plotschn – großes Pflanzenblatt
- Plutza – Kürbis; abwertend für: Kopf
- Pogátschn – Weißbrot
- Pögl – Uhu
- Pölli – ungehobelter Mensch
- Pölza – ein dummer Mensch
- Pomarantschn – Orange
- Pópale – Wiegenkind
- Popazlan – Knospen, Brüste
- Porzach – Gestrüpp, kleine Bäumchen
- Potsch – Schlapfen (Hausschuhe); Kinderpopo; bzw. Påtsch(n): Reifenpanne
- potschasn – gemächlich (aus slow. „počasen“ – langsam)
- Pótschata – tollpatschige Person – potschat sein
- Potúkl – Unsympathler (meist in der Wendung windischer Potukl)
- Pratzen – Hände
- Praxn – schlechtes Schießgewehr
- Pregler – Schnaps
- Printschl, Printschn – Bodensatz beim Sterz (Polenta), angebrannte Kruste am Kochgeschirr
- Pritsch – einfältiger, ungeschickter Mensch
- pritscheln – mit Wasser spielen
- pudelnackert – ganz und gar hüllenlos
- Puffen – Handfeuerwaffe
- Puschkawetl – Blumenstrauß, Gewehr
- Putscherl – Ferkel
- Putschkn – Kerngehäuse (eines Apfels)
- Puzale – Neugeborenes
- Råaper – Erdbeeren
- Rabasle – aufgewecktes lebhaftes Kind, Lauser
- Raibgerschtl – aufgeriebener Nudelteig
- Rais – Angst – mir geat der Rais oder mir geat die Raisn (f.) – ich habe Angst
- Raisn – Rheumatismus (Reißen)
- Raggale – mei liab's Raggale – mein lieber Schatz
- rackern – sich abmühen, schwer arbeiten
- Ra(n)ftl(e) – erstes, letztes Stück beim Brotanschnitt
- Rangln – (eine besondere Sportart von) Ringen in den Nockbergen
- Rappl – Zorn, Wut, Irrsinn
- rappln – einen Anfall kriegen, durchdrehen
- ratschn – viel reden
- reamln – zubinden (Schuhe)
- Reibn – Moped, Mofa, allg. Maschine
- Reidn – Biegung des Weges, Kurve, Straßenkehre
- Reindling – Kärntner Kuchen aus einem süßen Germteig mit Rosinen und Zimt, eine Art Gugelhupf
- Reisalan – Zündhölzer
- Rerlsalåt – Löwenzahnsalat
- Riatl – Rute (kleine)
- rifln – durchkämmen
- riggln – rütteln
- rink – leicht
- Ritschat – Eintopf mit Rollgerste, Bohnen und Fleisch
- Roapa – Erdbeere (Rotbeere)
- Ronan – Rote Rüben
- Rumsn – schäbiges Lokal
- runggat – rund, niedlich
- Rupfn und Raistn – grob gewebtes Leinen
- rußln – auf dem Eis gleiten
- saftln – saufen (meistens in Kombination mit Bier)
- Sågschatn – Sägespäne
- sakhrisch (Adv.) – ganz besonders, Steigerung von sehr.
- Sålsn – Sauce
- Sásaka – Verhacktes (aus slowenisch zaseka)
- Saupappalan – Käsepappeln, Heilpflanze (Malva neglecta)
- sebn – damals
- Sechter – Kübel, Holzgefäß (melken)
- sege – jener, -e, -es
- sekirn – jmd. ärgern, belästigen
- selewol – wohl, freilich, in der Tat
- sempern – nörgeln, ständig schimpfen
- setane – solche
- schabeln – masturbieren
- Schalale (pl. Schalalan) – kleine Tasse (Kärntner Zungenbrecher: „Brauchts es ane Untatatzalan oda tans de Schalalan alaan aa?“ – Braucht ihr auch Untertassen oder tun es Tassen alleine auch?)
- Schåln – Tasse
- schapm, tschapm – am Tag der unschuldigen Kinder (28. Dezember Volksbrauch) mit der Rute schlagen und Segenswünsche für das neue Jahr überbringen
- Schante – Gendarm, Polizist
- Schaitl(e) – kleines Holzstück
- Scher – Maulwurf
- Scherbenfeichtn – Fichte mit langen Ästen bis zum Boden
- scheppern – klappern, rasseln
- Scherhaufn – Maulwurfshügel
- schiagn – petzen
- Schindl afn Dach – Redewendung unter Erwachsenen, etwa: „Nicht weitersagen, das ist nicht für Kinderohren bestimmt!“
- Schindluader treiben – Raubbau, Unfug betreiben
- Schirgengangerl – jemand, der seine Mitmenschen verpetzt und sich Mitstreiter sucht
- schlabuzig – schlecht gekleidet
- schlaisig – in schlechtem Zustand
- Schlapfn – Hausschuhe
- Schlatzalan – Murmeln
- schlatzln – Murmeln spielen
- Schlawanga – Trachtenjanker
- Schlickkrapfalan – Suppeneinlage, gefüllte Nudeln mit Fleischfülle
- Schmålzmuas – süße, deftige Kirchtagsspeise
- Schmattes – Trinkgeld
- schmussn – küssen
- Schlekhach – Süßigkeiten
- schnabuliarn – mit Genuss essen
- Schnaiztiachl – Taschentuch
- Schnackale – Schluckauf
- Schnaitztiachl – Taschentuch
- Schnasn – Reihe
- Schotn – Topfen
- Schoatn – Hobelspäne
- Schpal – Holzschiefer
- Schpinawent – Spinnweben
- Schrefl – Holzscheit
- Schrick – Spalt
- Schtapfl – Stufe
- schrumplat – runzelig
- Schupfn – Hütte für Heu
- Schtaudn – Gebüsch
- schtempln – Arbeitslosengeld beziehen
- Schwårtling – grobes Brett, Randbrett beim Sägen (An- oder Endschnitt)
- schwenden – vom Gestrüpp säubern, urbar machen
- sege – jene : „Sege wohl, sege!“ → Das ist wohl so – Ja, stimmt – jenes ist richtig
- sich tummeln – sich beeilen, etwas schnell fertig bringen wollen
- sierig – "sei net so sierig"; geizig sein
- sifln – rutschen
- Sågschatn – Sägespäne, Abfallprodukt beim Sägen von Holz
- stad sein – still sein
- standape – sofort, auf der Stelle
- Staudach – Gestrüpp
- Staudnwaugale – uneheliches Kind
- Stiazla – Landstreicher
- stirzln – der Hund ist "stirzln"; ist ausgebüxt
- Strankerln (Strankalan, Strankele) – Fisolen, grüne Bohnen (aus altslowenisch stro(n)k – Schote, Hülse, heute slowenisch strok)
- strawanzn – herumstreunen; der Strawanzer (ital.: stravagare)
- stukazn – aufstoßen, Schluckauf haben
- stupfen – stechen
- stupfig – stachelig
- Stückla – bedeutet so viel wie steil
- spone hoach – das Gras is erst spone hoach, das Gras ist noch zu kurz zum Mähen
- Springingale – ein lebhaftes Kind, Springinkerl
- Sunnawend – Margerite
- tålkat – ungeschickt
- Tampfl – Schlamm
- Tatl – Greis
- Teckn – Schaden
- Teggl – Schlamm
- tenkisch – linkshändig
- terisch – schwerhörig, taub sein
- Tetschn – Ohrfeige
- Tipl – Beule, Geschwulst
- Tirkensterz – Sterz aus Maisgries
- Tirkn – Mais
- Tirkntschuatschn – Maiskolben
- Tocker, Toka, Terz – dummer, einfältiger Mann/Jugendlicher
- toldan – donnern
- Toln – (enges) Tal
- Tomtegl – Zirbenzapfen (Zirben-Tschurtschen)
- Tost – Einfaltspinsel, auch: Pflock
- Tram – (tragender) Holzbalken an der Decke
- traamhappert sein – ein für Tagträume veranlagter Mensch, nicht bei der Sache sein
- tratzen – jemanden hänseln, ärgern
- Trauminet – Feigling, sich nichts zutrauen
- Treapn, Tresa – dumme, einfältige Frau/Jugendliche
- Tristn – Holzstapel, aufgeschlichtetes Holz
- Trut – Geist, Gespenst
- truzzn – bockig sein
- Tschako – Kopfbedeckung, Kappe, auch Hut
- Tschalp – simpler Einfaltspinsel
- Tschalpale - Rassel, händisches Musikinstrument
- Tschåpale – tollpatschiger, ungeschickter Mensch
- Tschaprach – wertloses Zeug, Kleingeld, Groschen, Cent (Gailtal)
- tschari gehn – kaputt werden, verlorengehen, er wird bald tschari gehn – er wird bald pleite sein
- tschåttan – Wasser tschåttat von der Dachrinne – bei Starkregen rinnt viel Wasser von der Dachrinne herab
- Tschatsch – wertloses Zeug, billiger Krempel
- Tscherfl – Schuh, Patschen, Sandalen (aus slow. čevlje – Schuh)
- Tscheafltaxi – zu Fuß unterwegs sein
- Tschippl – a Tschippl Menschen, eine Menge Leute
- tschentschen – raunzen, nörgeln, weinerlich jammern, aus dem Ladinischen: tschantschar, reden, sprechen
- tschindan – krachen, zusammenstoßen (Do hots urdentlich getschindat – da hat es ordentlich gekracht)
- tschinkat – krank sein, sich unwohl fühlen
- Tschinkl – Feitl, tradit. Taschenmesser
- Tschippl – Büschel Heu, Gras
- Tschoda – Haare (auch: Tschodern)
- Tschoje (a) – Eichelhäher
- Tschofitl – Eule, Kauz
- Tschoggln – Trotten,
- Tschompe – Pommes frites, Kartoffel (Gailtal)
- Tschreapn – Geschirr, Becher, Gefäß, kleiner Topf oder abfällige Bezeichnung für eine Frau (aus slow. črpina – Scherbe)
- Tschriasche – dummer einfältiger Mensch (männlich), slow.
- Tschugile – Kalb, Kühe
- Tschumpe – abwertend für ungeschickte Person
- Tschumpus – Gefängnis
- Tschure – jemand, der trödelt
- tschurn, tschuren – trödeln, nichts Nützliches tun
- Tschurtschn – Baumzapfen, Depp
- Tschuta – Tölpeline (Cousine vom Jockl)
- Tschwutschkale – kleines Etwas, kleiner Mensch (v. a. Kind)
- Tumpf – Sumpf, tiefe, ruhige Stelle im Bach
- tupfn – beischlafen
- Turtscher – Geräusch beim Zusammenstoß, Osterei, Lärm
- Tuter (junger Tuter) – junger Kerl
- Tutt(ala)n – (kleine) Brüste
- umatum – rundherum
- umakåschpan – blödeln
- umsasunst – vergebens, umsonst
- Untagate – Unterhose
- urasen – verschwenden
- urasi – verrückt (Då wiast jå urasi!)
- überhaps – ungefähr
- vagachn – sich irren
- varraman – etwas wegräumen, forträumen
- verwåhrdagelt – verdreht, zerlempert
- vurfertn – vor einem Jahr
- Wabm – (alte) Frau (von slowen. baba), verächtlich
- wachln – wehen
- Wås weastn? – Frage des Kellners, was man denn gerne zu trinken bestellen möchte
- waisatn, Wiagn gehen – Taufbesuch beim Neugeborenen abstatten
- wantsch – stattlich, hübsch auch fest, kräftig
- Watschn – Ohrfeige
- watschnånfoch – das ist simpel, sehr einfach, unkompliziert
- Wauge, Wauke – Popel
- Wazan, Woazan – Reindling (Art Gugelhupf, Kärntner Mehlspeise aus Weizenmehl, Germ, Zimt und Rosinen)
- Weimberln – Rosinen
- weabn – hysterisch schreien
- weane – wenig
- welsch – italienisch
- Wechl – Bodentuch zum Aufwischen
- Wegwågl – Feuersalamander
- weiban – sexuell bestätigen (weibstoll sein)
- weitschichtig – entfernt (z. B. verwandt)
- wenggat – schief, verbogen
- wigl-wogl – unentschieden
- Windischa – veraltet (heute abwertend, da negativ konnotiert) für Kärntner Slowene (auch: Fieberblase)
- Windpaitl – Falott, Gauner
- Wischpale – Zungenpfeife (wird verborgen zwischen Zunge und Vorderzähnen geblasen)
- wischpln – flüstern
- woggln – zittern
- woltan – ziemlich, sehr
- Wultschker – Maulwurf
- Wuggalan – Haarlocken
- wurlat – verrückt, weggetreten sein
- wuseln – scharenweise auftreten (z. B. Insekten)
- zabreasln – zerbröseln, stürzen
- Zacherlan – Tränen (Zähren); Zehen
- Zachnt – Große Zehe
- Zaine - geflochtener Korb aus Weidenholz
- zåmpikn – zusammenkleben
- za[r]wås – Fragewort: wofür, warum, weswegen
- zarmåtschkert – zerdrückt
- zarrn – schleppen, zerren
- Zartale – verwöhntes (verhätscheltes Kind), Liebkind
- zartln – zärtlich sein
- Zassa – Bewegung: der mocht kan Zasa mehr → der bewegt sich nicht mehr
- zassn – streuen
- zaundiar – abgemagert, hager (dürr wie ein Zaunpfahl)
- zeberst – zu oberst
- Zeka – Schultasche; gutmütiger Mensch, guter Kerl
- zflais – etwas absichtlich (zum Trotz, in böser Absicht) tun (zufleiß)
- Zickalan – Süßigkeiten, Zuckerl
- Zibalan (Pl.) – Ringlotten
- zintrest – zu unterst
- zizalweis – nach und nach
- Zlózale (von slow. Celóvec, ma.[tslouts]) – scherzhaft für: Klagenfurter
- Zloznduaf (von slow. Celovec) – scherzhaft für: Klagenfurt
- zniacht – schwacher Körperbau
- Zockln – Holzpantoffeln
- Zotnkhlauber – Altkleidersammler
- Zornpetzl – wutenbranntes, tyrannisches Kind
- zuawehuckn – sich an jm. ankuscheln
- zuawelosn – genau hinhören
- Zuacharzarer – Fernglas
- Zumpfale – Penis
- Zumpl – einfältiger Mensch
- Zuz – Schnuller
- zwialn – klagen, jammern (aus slowenisch cviliti)
- Zwiderwurzn – schlecht gelaunter Mensch
- Zwifl – Zwiebel
- Zwutschgale – zartes, kleines niedliches Kind
- zwülln – in hohen Tönen schreien (Wås zwülst’n so!? – Warum schreist du denn so!?)